# Translittération de la devanagari
Cette page contient des caractères spéciaux ou non latins. S’ils s’affichent mal (▯, ?, etc.), consultez la page d’aide Unicode.
La translittération de la devanagari (devanagari : देवनागरी ; IAST : devanāgarī) transpose, pour chacune des langues du sous-continent indien qui l'utilisent, des graphèmes de ce système d'écriture en graphèmes d'un autre système d'écriture. Un texte hindi peut être translittéré de l'écriture indienne devanāgarī vers l'écriture arabe nastaliq, par exemple.
Romaniser les caractères de l'écriture devanāgarī est un exercice de translittération qui fait correspondre à chaque caractère indien un caractère de l'alphabet latin, éventuellement nanti de signes diacritiques pour pallier le nombre de caractères alphabétiques latin inférieur au nombre de caractères alphabétiques indiens.

## Transcription contre translittération
Il convient de ne pas confondre transcription et translittération. La transcription opère le passage d'un système phonologique à un système graphique, la translittération traduit strictement chaque caractère d'un système graphique donné en un caractère correspondant d'un autre système graphique. 

## Systèmes de translittération
Parmi les systèmes de translittération des langues indiennes, se détachent la « translittération genevoise » codifiée au Xe Congrès des Orientalistes réuni à Genève en 1894, l'International Alphabet of Sanskrit Transliteration, en abrégé IAST, qui  permet de translittérer le sanskrit, et le « système de romanisation de la bibliothèque nationale de Calcutta » qui est une extension de l'IAST à la translittération d'autres langues indiennes. Ce dernier système permet aussi de translittérer les mots du tibétain, pour lequel existe cependant le système de translittération Wylie plus fréquemment utilisé.

### Translittération genevoise
Le Xe Congrès des Orientalistes, réuni à Genève en 1894, codifia une translittération de l'écriture devanāgarī qui fait depuis lors autorité pour les ouvrages didactiques et dictionnaires édités par les universités. Cette translittération utilise des caractères empruntés à l'alphabet latin, et les signes diacritiques suivants : petit cercle (°), point souscrit (.), point surmontant une consonne (ṅ), accent aigu (´), et tilde (~) ; les voyelles longues sont surmontées d'un macron (ā).
Akṣarasamāmnāya est un mot sanskrit translittéré qui signifie alphabet. L'alphabet en écriture devanagari, qui est « littéral en ce qu'il possède un signe spécial pour chaque phonème », aligne les caractères suivants, selon l'ordre alphabétique phonologique instauré par le grammairien Pāṇini dont le  nom  पाणिनि se translittère pāṇini, se transcrit Pânini et se note Panini au Larousse édité en 2006:

La translittération genevoise de 1894 utilise les caractères notés dans le tableau ci-dessous, classés selon l'ordre alphabétique et phonologique de Panini. Il est à noter que la consonne fricative palatale sourde श dont le symbole dans l’alphabet phonétique international est ç fut d'abord translittérée par le symbole [ç] avant de passer au symbole [ś]. Dans la première édition du dictionnaire de Stchoupak-Nitti-Renou qui date de 1932, le nom du deva Shiva y est translittéré çiva, mais la « Chrestomathie sanskrite » de Nadine Stchoupak datant de 1977 transcrit tout au long de son ouvrage le caractère श par le symbole [ś].
| voyelles             | a | ā | i   | ī  | u | ū  | ṛ | ṝ | ḷ |
| diphtongues          |   |   | e   | ai | o | au |   |   |   |
| consonnes gutturales |   |   | k   | kh | g | gh | ṅ |   |   |
| consonnes palatales  |   |   | c   | ch | j | jh | ñ |   |   |
| consonnes cérébrales |   |   | ṭ   | ṭh | ḍ | ḍh | ṇ |   |   |
| consonnes dentales   |   |   | t   | th | d | dh | n |   |   |
| consonnes labiales   |   |   | p   | ph | b | bh | m |   |   |
| semi-voyelles        |   |   | y   | r  | l | v  |   |   |   |
| spirantes            |   |   | ç/ś | ṣ  | s | h  |   |   |   |
| anusvāra et visarga  |   |   |     | ṃ  | ḥ |    |   |   |   |

### International Alphabet of Sanskrit Transliteration
Un Congrès des Orientalistes se tient à Athènes en 1912 et s'accorde sur une norme de translittération qu'il nomme, en anglais, International Alphabet of Sanskrit Transliteration, dont l'abréviation donne le sigle IAST.
Cet « alphabet international pour la translittération du sanskrit » est une norme académique de romanisation de l'écriture devanāgarī de la langue sanskrite. Il permet de translittérer les caractères de l'alphabet de cette écriture indienne par des caractères de  l’alphabet latin dotés, lorsque nécessaire, de signes diacritiques. La norme IAST est utilisée dans diverses publications imprimées sur papier et, chaque jour davantage, dans plusieurs publications électroniques. 
L'alphabet devanāgarī étant fondamentalement phonétique, sa translittération par l'IAST préserve l’essentiel de la prononciation du sanskrit transcrite par l’alphabet devanāgarī et tient compte des particularités phonologiques que sont le visarga [ḥ] et  l’anusvāra [ṃ].
| No | Caractère devanagari | Phonétique (système API) | Translittération IAST | Écriture devanagari |
| -- | -------------------- | ------------------------ | --------------------- | ------------------- |
| 1  | अ                    | ʌ, ə                     | a                     |                     |
| 2  | आ                    | aː                       | ā                     |                     |
| 3  | इ                    | i                        | i                     |                     |
| 4  | ई                    | iː                       | ī                     |                     |
| 5  | उ                    | u                        | u                     |                     |
| 6  | ऊ                    | uː                       | ū                     |                     |
| 7  | ऋ                    | ɻ, ɻʲ, r̥                 | r̥                     |                     |
| 8  | ए                    | e                        | ē, e                  |                     |
| 9  | ऐ                    | ɛ, aːi, ɛi̯               | ai                    |                     |
| 10 | ओ                    | o                        | o, ô                  |                     |
| 11 | औ                    | au, ɔu̯                   | au                    |                     |
| 12 | क                    | k                        | k                     |                     |
| 13 | ख                    | kʰ                       | kh                    |                     |
| 14 | ग                    | ɡ                        | g                     |                     |
| 15 | घ                    | ɡʰ                       | gh                    |                     |
| 16 | च                    | t͡ʃ, c͡ç                   | c                     |                     |
| 17 | छ                    | t͡ʃʰ, c͡çʰ                 | ch                    |                     |
| 18 | ज                    | d͡ʒ, ɟ͡ʝ                   | j                     |                     |
| 19 | झ                    | d͡ʒʱ, ɟ͡ʝʱ                 | jh                    |                     |
| 20 | ञ                    | ɲ                        | ñ                     |                     |
| 21 | ट                    | ʈ                        | ṭ                     |                     |
| 22 | ठ                    | ʈʰ                       | ṭh                    |                     |
| 23 | ड                    | ɖ, d̺                     | ḍ                     |                     |
| 24 | ढ                    | ɖʱ                       | ḍh                    |                     |
| 25 | ण                    | ɳ                        | ṇ                     |                     |
| 26 | त                    | t, t̪                     | t                     |                     |
| 27 | थ                    | tʰ, t̪ʱ                   | th                    |                     |
| 28 | द                    | d, d̪                     | d                     |                     |
| 29 | ध                    | dʰ, d̪ʱ                   | dh                    |                     |
| 30 | न                    | n                        | n                     |                     |
| 31 | प                    | p                        | p                     |                     |
| 32 | फ                    | pʰ                       | ph                    |                     |
| 33 | ब                    | b                        | b                     |                     |
| 34 | भ                    | bʰ                       | bh                    |                     |
| 35 | म                    | m                        | m                     |                     |
| 36 | य                    | j                        | y                     |                     |
| 37 | र                    | r                        | r                     |                     |
| 38 | ल                    | l                        | l                     |                     |
| 39 | व                    | v, β, ʋ                  | v                     |                     |
| 40 | श                    | ç                        | ś                     |                     |
| 41 | ष                    | ʂ, s̺                     | ṣ                     |                     |
| 42 | स                    | s                        | s                     |                     |
| 43 | ह                    | h, ɦ                     | h                     |                     |

### Système de romanisation de la bibliothèque nationale de Calcutta
Le « système de romanisation de la bibliothèque nationale de Calcutta » est le système de translittération le plus largement utilisé dans les grammaires et dictionnaires des diverses langues de l'Inde. La Bibliothèque du Congrès des États-Unis utilise également ce système, qui est assez semblable à l'une des variantes de la norme ISO 15919. Les tables ci-dessous reprennent les caractères de l'alphabet devanagari, et reprennent aussi des lettres des alphabets kannada, tamoul, malayalam et bengali. Ce système est une extension de l'IAST utilisé pour la translittération du sanskrit.
| अ | आ | इ | ई | उ | ऊ | ऋ | ಎ | ए | ऐ  |
| a | ā | i | ī | u | ū | ṛ | e | ē | ai |

| ಒ | ओ | औ  | अं  | अः  |
| o | ō | au | aṃ | aḥ |

| क  | ख   | ग  | घ   | ङ  | च  | छ   | ज  | झ   | ञ  |
| ka | kha | ga | gha | ṅa | ca | cha | ja | jha | ña |

| ट  | ठ   | ड  | ढ   | ण  | त  | थ   | द  | ध   | न  |
| ṭa | ṭha | ḍa | ḍha | ṇa | ta | tha | da | dha | na |

| प  | फ   | ब  | भ   | म  | য  | ழ  | ಳ  | റ  | ன  |
| pa | pha | ba | bha | ma | ẏa | ḻa | ḷa | ṟa | ṉa |

| य  | र  | ल  | व  | श  | ष  | स  | ह  |
| ya | ra | la | va | śa | ṣa | sa | ha |

#### Translittération des voyelles
La transcription de la lettre précède les différentes écritures de celle-ci. L'abréviation d signifie que la lettre qui suit est écrite en devanāgarī, t en tamoul, m en malayalam.
Les voyelles longues sont surmontées d'un macron. Par exemple a (d : अ, t : அ, m : അ) et ā (d : आ, t : ஆ, m : ആ) mais aussi la voyelle ṛ (d : ऋ, t: ர m: ഋ) qui, si elle est allongée, est transcrite ṝ (d : ॠ, t : ற). Noter que dans les langues indo-iraniennes, e et o sont toujours « longues » (ce qui, dans les langues modernes, se manifeste souvent par une simple opposition de timbre) et que la transcription n'écrit donc pas ē et ō, sauf pour les langues dravidiennes, auquel cas les brèves pourront être notées ĕ et ŏ.
Quand une voyelle est transcrite par deux signes vocaliques, c'est une diphtongue.
Il existe donc, entre autres, a, ā, i, ī, u, ū, ṛ, ṝ, ḷ, ḹ (ancienne voyelle du sanskrit), ē, ai, ō, au et aṃ (avec ṃ pour noter une nasalisation).

#### Translittération des consonnes
Pour la plupart, les consonnes existant dans les langues de l'Inde sont les mêmes que dans les langues européennes, à quelques ajouts près :
- les aspirées, notées avec un h subséquent : kh, gh, cha, jha, ṭha, ḍha, tha, dha, pha (a ne pas lire comme un f), bha. On ne retrouve pas ces sons dans toutes les langues de l'Inde, par exemple le tamoul ;
- les rétroflexes, accompagnées d'un point souscrit : ṭa, ṭha, ḍa, ḍha, ṇa, ṛ et lạ.

Normalement, les voyelles ṛ et ḷ devraient être transcrites par r̥ et l̥, ce qui permet de les distinguer des consonnes.
- ṅ vaut /ŋ/ (d: ङ, t: ங, m: ങ) et ñ /ɲ/ (d : ञ, t : ஞ, m : ഞ) ;
- ś a plusieurs valeurs chuintantes palatales, comme /ç/, /ʃ/ ou /ɕ/ (d : श, m : ശ) et ṣ (d : ष, t : ஷ, m : ഷ) ;
- r̠ vaut /r/ (t : ற) ;
- ḻ vaut /ɹ/ (t : ழ).

#### Exemples de translittération
- écriture devanagari : विकिपीडिया
- translittération : vikipīḍiyā
- traduction : Wikipédia

- écriture devanagari : संस्कृतम्
- translittération : saṃskṛtam
- traduction : sanskrit

## Romanisation de la devanāgarī et du nastaliq
Le tableau déroulant ci-dessous présente une compilation de différents systèmes de translittération qui permettent de romaniser les écritures devanagari (indienne) et nastaliq (arabe) ; il permet de translittérer un texte hindi écrit en devanagari vers l'ourdou écrit en nastaliq, et vice-versa. Ce tableau suit l'ordre de l'alphabet phonétique international (API), qui classe les graphèmes dans l'ordre suivant:
- injectives,
- stop,
- occlusives nasales,
- fricatives,
- vibrantes,
- latérales approximantes,
- spirantes,
- diphtongues,
- voyelles fermées,
- mi-fermées,
- mi-ouvertes,
- voyelle ouverte, cette dernière section distingue, pour le même degré d'ouverture, les antérieures et les postérieures.

- Les digraphes et des signes divers viennent en fin du tableau.

## Statut linguistique d'un mot translittéré
Tout mot d'une langue indienne peut être translittéré au moyen de divers systèmes d'écriture autres que celui de l'écriture devanagari. Un mot de la langue hindi peut, par exemple, être translittéré à l'aide d'un des systèmes de translittération qui utilisent des lettres latines décrits dans les sections précédentes. Lorsque le mot hindi  गुरु  écrit en devanagari est translittéré guru selon le système IAST, il ne quitte pas pour autant le domaine linguistique de la langue hindi. De fait, गुरु et guru sont deux formes graphiques distinctes d'un même mot indien.
En France, le Lexique des règles typographiques en usage à l’Imprimerie nationale demande d'utiliser, lorsqu'un texte cite des mots étrangers, des caractères italiques. La typographie anglaise utilise le même procédé. Dans un texte écrit en caractères romans un mot indien translittéré est donc typographié en italiques. C'est pourquoi le dictionnaire hindi-anglais de McGregor présente des entrées semblables à celle-ci : «  गुरु guru [S.], adj. & m. 1. adj.heavy ... 5. m. a spiritual guide ».
La langue française a incorporé le nom masculin francophone gourou dont l'étymologie ramène au mot hindi guru. L'entrée de ce mot au Larousse prend la forme suivante : « GOUROU n.m. (hindi guru vénérable) 1. Maître spirituel hindou. 2. Par plais. Maître à penser ». Le mot gourou résulte d'une transcription suivie par une naturalisation française du mot hindi गुरु translittéré guru, et fournit un bon exemple de la différence fondamentale de ces deux notions de transcription et de translittération.

## Contexte et usage d'un mot translittéré
Les ouvrages notent généralement le terme sanskrit sous la forme du thème, sans désinences de déclinaison ou de conjugaison. Le mot neutre signifiant syllabe s'écrit donc ainsi : akṣara-, et le tiret qui termine cette translittération signifie que ce terme est un thème, susceptible de recevoir diverses désinences pour devenir vraiment un mot intégrable dans une phrase. La translittération d'un thème verbal utilise parfois des caractères majuscules, ainsi TAP- est-il un thème verbal susceptible de recevoir une terminaison pour intégrer une phrase en tant que verbe conjugué : tapati est la forme de la troisième personne du singulier de ce verbe au présent qui signifie « il chauffe ». L'absence de tiret à la fin du verbe tapati signale bien qu'il s'agit de la translittération d'un verbe conjugué et non d'un simple thème à conjuguer. 
Dans d'autres contextes, il est rare de rencontrer des mots ou des thèmes lexicaux translittérés. Un livre de culture générale écrit en français transcrit les mots sanskrits en respectant les règles de l'orthographe française. En traduisant en français le livre India de Richard Waterstone, Zeno Bianu écrit : « La Dhāraṇā consiste à fixer l'esprit sur des points déterminés » ; ou encore : « Vivekânanda, le principal disciple de Râmakrishna », la transcription francophone des noms propres note en majuscule l'initiale des noms propres.
Il faut comprendre la différence entre une translittération, Dhāraṇā - par exemple, et une transcription francophone telle dhâranâ notée ci-dessus.

### Grammaires
- Alix Desgranges, Grammaire sanscrite-française, Vol. 1-2, A l'Imprimerie Royale, Paris, 1845, 1847
- Louis Renou, Grammaire sanskrite, Paris 1935
- Louis Renou, Grammaire védique, Paris 1952
- Louis Renou, Grammaire sanskrite élémentaire, 109 pages, Librairie d'Amérique et d'Orient, Adrien Maisonneuve, J.Maisonneuve, succ., Paris 1978.
- Louis Renou, Grammaire sanscrite (3e édition), J.Maisonneuve, Paris, 1996  (ISBN 2-7200-0941-5)
- Jan Gonda, professeur à l'université d'Utrecht, Manuel de Grammaire élémentaire de la langue Sanskrite. Traduit de la quatrième édition en langue allemande par Rosane Rocher. E.J. Brill, Leiden et Adrien Maisonneuve, Paris 1966 (Éd. revue et corrigée 1997, réimpression 2002).
- Jean Varenne, professeur à l'université de Provence, Grammaire du sanskrit 128 pages, Presses universitaires de France, coll. « Que sais-je ? » n° 1416, Paris 1971  (ISBN 9782130358947)
- Saverio Sani, Grammatica sanscrita, Giardini, Pisa, 1991.
- Sylvain Brocquet, Grammaire élémentaire et pratique du sanskrit classique, avec exercices corrigés et textes, Bruxelles, Safran (éditions), coll. « Langues et cultures anciennes », 2010, 544 p. (ISBN 978-2-87457-020-9)

### Lexiques
- Gérard Huet, Dictionnaire Héritage du Sanscrit: pdf.version téléchargeable: ; version DICO en ligne, page d'accueil: . Consulté le 5 mai 2020.
- (en) R.S.McGregor, Oxford Hindi-English Dictionary, 1083 pages, Oxford University Press, Delhi, 1993 (réimpression 2002)  (ISBN 0-19-864339-X)
 Cet ouvrage contient de nombreux mots sanskrits en devanâgarî et translittération genevoise.
- Monier Monier-Williams, A sanskrit-english Dictionary, Oxford, 1899 (mis en ligne par l'Université de Cologne sous le titre Monier-Williams Sanskrit-English Dictionary - Révision 2008).
- Nadine Stchoupak, Luigia Nitti et Louis Renou, Dictionnaire sanskrit-français, 897 pages, Librairie d'Amérique et d'Orient, Jean Maisonneuve Successeur, Paris 1932, réédition 1987 (réimpression, 2008)  (ISBN 2-7200-1049-9). Lien éditeur:; Consulté le 17 janvier 2020.